# Szirák
Szirák é um município da Hungria, situado no condado de Nógrád. Tem 19,09 km² de área e sua população em 2015 foi estimada em 1.226 habitantes.